# Raisa Smietanina
Raisa Pietrowna Smietanina (ros. Раиса Петровна Сметанина, ur. 29 lutego 1952 w Mochczy) – radziecka i rosyjska biegaczka narciarska, pochodzenia komiackiego dziesięciokrotna medalistka olimpijska, jedenastokrotna medalistka mistrzostw świata, zdobywczyni Pucharu Świata, należąca do rekordzistek sportowej długowieczności.

## Kariera
Startowała na pięciu edycjach zimowych igrzysk olimpijskich. Zadebiutowała na igrzyskach w Innsbrucku w 1976 r. Wystartowała tam we wszystkich trzech konkurencjach kobiecych, w każdej zdobywając medal. Wraz z Niną Fiodorową, Zinaidą Amosową i Galiną Kułakową zdobyła złoty medal w sztafecie 4 × 5 km, a indywidualnie triumfowała także w biegu na 10 km techniką klasyczną. Ponadto zdobyła srebrny medal w biegu na 5 km stylem klasycznym, lepsza okazała się jedynie Finka Helena Takalo. Również na igrzyskach olimpijskich w Lake Placid osiągnęła znakomite wyniki. Obroniła tytuł mistrzyni olimpijskiej w biegu na 5 km, a wspólnie z Niną Bałdyszewą, Niną Roczewą i Galiną Kułakową zdobyła srebrny medal w sztafecie. Podczas igrzysk w Sarajewie zdobyła srebrne medale w biegach na 10 i 20 km techniką klasyczną, w obu przypadkach szybsza była jedynie Finka Marja-Liisa Hämäläinen. Na igrzyskach olimpijskich w Calgary zdobyła srebrny medal w biegu na 10 km techniką klasyczną oraz brązowy na dystansie 20 km techniką dowolną. Swój ostatni medal zdobyła podczas igrzysk olimpijskich w Albertville w 1992 r. Razem z Jeleną Välbe, Łarisą Łazutiną i Lubow Jegorową zdobyła złoty medal w sztafecie. Zdobywając ten medal, na dwa tygodnie przed swoimi czterdziestymi urodzinami, została najstarszą medalistką olimpijską w biegach w historii.
W 1974 r. zadebiutowała na mistrzostwach świata biorąc udział w mistrzostwach w Falun. Zdobyła tam brązowy medal w biegu na 5 km techniką klasyczną oraz złoty w sztafecie. Sztafeta radziecka wystąpiła tam w składzie: Nina Fiodorowa, Nina Seliunina, Raisa Smietanina i Galina Kułakowa. Cztery lata później, na mistrzostwach świata w Lahti zdobyła kolejne trzy medale. Dwa brązowe zdobyła w sztafecie oraz w biegu na 5 km techniką klasyczną. Ponadto zdobyła też srebrny medal na dystansie 10 km stylem klasycznym. Mistrzostwa świata w Falun w 1980 r. rozegrane zostały ponieważ bieg na 20 km nie został włączony do programu igrzysk w Lake Placid. W biegu tym Raisa zajęła trzecie miejsce. Na mistrzostwach świata w Oslo do swojej medalowej kolekcji dołączyła złoto w biegu na 20 km techniką klasyczną oraz srebro wywalczone w sztafecie. Na mistrzostwach w Seefeld, mistrzostwach w Oberstdorfie i mistrzostwach w Lahti indywidualnie Smietanina nie zdobyła żadnego medalu. Jako członkini sztafet wywalczyła jednak złoto w Seefeld i srebro w Lahti. Mistrzostwa świata w Val di Fiemme w 1991 r. były ostatnimi w jej karierze. Indywidualnie zajęła 11. miejsce w biegu na 5 km techniką klasyczną, a wraz z Lubow Jegorową, Tamarą Tichonową i Jeleną Välbe wywalczyła po raz kolejny złoty medal w sztafecie.
Reprezentacyjną karierę sportową zakończyła po osiągnięciu czterdziestu lat. Zdobyła 10 medali olimpijskich 11 medali mistrzostw świata co czyni ją jedną z najbardziej utytułowanych biegaczek narciarskich w historii. Najlepsze wyniki w Pucharze Świata osiągnęła w sezonie 1980/1981, kiedy to triumfowała w nieoficjalnej klasyfikacji generalnej. Ponadto w sezonach 1978/1979 i 1983/1984 była druga. 21 razy zdobywała tytuł mistrzyni Związku Radzieckiego.
W 1979 została nagrodzona medalem Holmenkollen wraz z dwoma narciarzami alpejskimi Ingemarem Stenmarkiem ze Szwecji oraz Erikiem Håkerem z Norwegii. Została także odznaczona Orderem Przyjaźni Narodów, Orderem Czerwonego Sztandaru Pracy, Orderem „Znak Honoru”, Orderem Lenina oraz Orderem Honoru.
W 1992 roku otrzymała honorowe obywatelstwo Syktywkar. W tym samym roku nazwano miejscowy kompleks narciarski jej imieniem.
W 1997 roku Rząd Federalny w uznaniu zasług biegaczki podarował jej dom w Syktywkar, latem tego samego roku na pierwszym piętrze otwarto Muzeum Mistrzyni Olimpijskiej.
W 2013 wybito 2 rublową monetę kolekcjonerską z podobizną biegaczki.

## Osiągnięcia

### Igrzyska olimpijskie
| Miejsce | Dzień     | Rok  | Miejscowość | Konkurencja             | Czas biegu | Strata   | Zwyciężczyni          |
| ------- | --------- | ---- | ----------- | ----------------------- | ---------- | -------- | --------------------- |
| 2.      | 7 lutego  | 1976 | Innsbruck   | 5 km stylem klasycznym  | 15:48,69   | +1,04    | Helena Takalo         |
| 1.      | 10 lutego | 1976 | Innsbruck   | 10 km stylem klasycznym | 30:13,41   | –        | –                     |
| 1.      | 12 lutego | 1976 | Innsbruck   | Sztafeta 4 × 5 km       | 1:07:49,75 | –        | –                     |
| 1.      | 15 lutego | 1980 | Lake Placid | 5 km stylem klasycznym  | 15:06,92   | –        | –                     |
| 4.      | 18 lutego | 1980 | Lake Placid | 10 km stylem klasycznym | 30:31,54   | +22,94   | Barbara Petzold       |
| 2.      | 21 lutego | 1980 | Lake Placid | Sztafeta 4 × 5 km       | 1:02:11,10 | +1:07,20 | NRD                   |
| 2.      | 9 lutego  | 1984 | Sarajewo    | 10 km stylem klasycznym | 31:44,2    | +18,7    | Marja-Lisa Hämälainen |
| 11.     | 12 lutego | 1984 | Sarajewo    | 5 km stylem klasycznym  | 17:04,0    | +48,0    | Marja-Lisa Hämälainen |
| 4.      | 15 lutego | 1984 | Sarajewo    | Sztafeta 4 × 5 km       | 1:06:49,7  | +1:05,3  | Norwegia              |
| 2.      | 18 lutego | 1984 | Sarajewo    | 20 km stylem klasycznym | 1:01:45,0  | +41,7    | Marja-Lisa Hämälainen |
| 2.      | 14 lutego | 1988 | Calgary     | 10 km stylem klasycznym | 30:08,3    | +8,6     | Vida Vencienė         |
| 10.     | 17 lutego | 1988 | Calgary     | 5 km stylem klasycznym  | 15:04,0    | +31,9    | Marjo Matikainen      |
| 3.      | 25 lutego | 1988 | Calgary     | 20 km stylem dowolnym   | 55:33,6    | +1:28,5  | Tamara Tichonowa      |
| 4.      | 9 lutego  | 1992 | Albertville | 15 km stylem klasycznym | 42:20,8    | +1:40,7  | Lubow Jegorowa        |
| 1.      | 17 lutego | 1992 | Albertville | Sztafeta 4 × 5 km       | 59:34,8    | –        | –                     |

### Mistrzostwa świata
| Miejsce | Dzień       | Rok  | Miejscowość      | Konkurencja             | Czas biegu | Strata  | Zwyciężczyni            |
| ------- | ----------- | ---- | ---------------- | ----------------------- | ---------- | ------- | ----------------------- |
| 3.      | 18 lutego   | 1974 | Falun            | 5 km stylem dowolnym    | 15:17,42   | +17,38  | Galina Kułakowa         |
| 1.      | 24 lutego   | 1974 | Falun            | Sztafeta 4 × 5 km       | 1:02:57,39 | –       | –                       |
| 2.      | 18 lutego   | 1978 | Lahti            | 10 km stylem klasycznym | 37:01,72   | +12,65  | Zinaida Amosowa         |
| 3.      | 20 lutego   | 1978 | Lahti            | 5 km stylem klasycznym  | 18:53,50   | +7,80   | Helena Takalo           |
| 3.      | 22 lutego   | 1978 | Lahti            | Sztafeta 4 × 5 km       | 1:13:25,08 | +14,80  | Finlandia               |
| 3.      | 17 lutego   | 1980 | Falun            | 20 km stylem klasycznym | 1:01:58,23 | +43,47  | Veronika Hesse          |
| 15.     | 21 lutego   | 1982 | Oslo             | 5 km stylem dowolnym    | 14:30,2    | ?       | Berit Aunli             |
| 2.      | 24 lutego   | 1982 | Oslo             | Sztafeta 4 × 5 km       | 1:02:15,9  | +13,7   | Norwegia                |
| 1.      | 26 lutego   | 1982 | Oslo             | 20 km stylem klasycznym | 1:06:16,9  | –       | –                       |
| 4.      | 19 stycznia | 1985 | Seefeld in Tirol | 10 km stylem dowolnym   | 30:54,8    | +10,6   | Anette Bøe              |
| 1.      | 23 stycznia | 1985 | Seefeld in Tirol | Sztafeta 4 × 5 km       | 1:04:50,1  | –       | –                       |
| 7.      | 26 stycznia | 1985 | Seefeld in Tirol | 20 km stylem klasycznym | 59:19,1    | +:43,5  | Grete Ingeborg Nykkelmo |
| 9.      | 13 lutego   | 1987 | Oberstdorf       | 10 km stylem klasycznym | 31:49,5    | +1:00,5 | Anne Jahren             |
| 4.      | 16 lutego   | 1987 | Oberstdorf       | 5 km stylem klasycznym  | 14:45,7    | +9,0    | Marjo Matikainen        |
| 5.      | 17 lutego   | 1989 | Lahti            | 10 km stylem klasycznym | 29:19,0    | +1:08,6 | Marja-Liisa Kirvesniemi |
| 4.      | 21 lutego   | 1989 | Lahti            | 15 km stylem klasycznym | 47:46,6    | +1:08,3 | Marjo Matikainen        |
| 2.      | 23 lutego   | 1989 | Lahti            | Sztafeta 4 × 5 km       | 54:49,8    | +7,1    | Finlandia               |
| 11.     | 12 lutego   | 1991 | Val di Fiemme    | 5 km stylem klasycznym  | 14:04,2    | ?       | Trude Dybendahl         |
| 1.      | 14 lutego   | 1991 | Val di Fiemme    | Sztafeta 4 × 5 km       | 55:36,6    | –       | –                       |

### Puchar Świata
W sezonach 1973/1974 - 1980/1981 Puchar Świata rozgrywany był nieoficjalnie.

#### Miejsca w klasyfikacji generalnej
- sezon 1978/1979: 2.
- sezon 1980/1981: 1.
- sezon 1981/1982: 21.
- sezon 1982/1983: 8.
- sezon 1983/1984: 2.
- sezon 1984/1985: 8.
- sezon 1985/1986: 14.
- sezon 1986/1987: 10.
- sezon 1987/1988: 6.
- sezon 1988/1989: 11.
- sezon 1989/1990: 13.
- sezon 1990/1991: 14.
- sezon 1991/1992: 18.

#### Zwycięstwa w zawodach
| Nr  | Dzień       | Rok  | Miejscowość | Konkurencja             | Czas biegu |
| --- | ----------- | ---- | ----------- | ----------------------- | ---------- |
| 1.  | 30 grudnia  | 1978 | Furtwangen  | 5 km                    | ?          |
| 2.  | 12 stycznia | 1979 | Klingenthal | 5 km                    | –          |
| 3.  | 20 stycznia | 1979 | Le Brassus  | 10 km                   | ?          |
| 4.  | 20 grudnia  | 1980 | Ramsau      | 5 km                    | ?          |
| 5.  | 10 stycznia | 1981 | Klingenthal | 10 km                   | ?          |
| 6.  | 17 stycznia | 1981 | Nové Město  | 20 km                   | ?          |
| 7.  | 24 stycznia | 1981 | La Bresse   | 5 km                    | ?          |
| 8.  | 21 lutego   | 1981 | Kawgołowo   | 20 km                   | ?          |
| 9.  | 7 marca     | 1981 | Falun       | 20 km                   | ?          |
| 10. | 26 lutego   | 1982 | Oslo        | 20 km stylem klasycznym | 1:06:16,9  |
| 11. | 25 lutego   | 1984 | Falun       | 10 km stylem klasycznym | ?          |
| 12. | 23 lutego   | 1985 | Syktywkar   | 20 km stylem klasycznym | ?          |

#### Miejsca na podium
| Nr  | Dzień       | Rok  | Miejscowość   | Konkurencja              | Czas biegu | Strata  | Miejsce | Zwyciężczyni            |
| --- | ----------- | ---- | ------------- | ------------------------ | ---------- | ------- | ------- | ----------------------- |
| 1.  | 30 grudnia  | 1978 | Furtwangen    | 5 km                     | ?          | –       | 1       | –                       |
| 2.  | 12 stycznia | 1979 | Klingenthal   | 5 km                     | ?          | –       | 1       | –                       |
| 3.  | 20 stycznia | 1979 | Le Brassus    | 10 km                    | ?          | –       | 1       | –                       |
| 4.  | 24 lutego   | 1979 | Falun         | 20 km                    | ?          | ?       | 2       | Galina Kułakowa         |
| 5.  | 3 marca     | 1979 | Lahti         | 10 km                    | ?          | ?       | 2       | Galina Kułakowa         |
| 6.  | 13 grudnia  | 1980 | Davos         | 5 km                     | ?          | ?       | 2       | Berit Aunli             |
| 7.  | 20 grudnia  | 1980 | Ramsau        | 5 km                     | ?          | –       | 1       | –                       |
| 8.  | 10 stycznia | 1981 | Klingenthal   | 10 km                    | ?          | –       | 1       | –                       |
| 9.  | 17 stycznia | 1981 | Nové Město    | 20 km                    | ?          | –       | 1       | –                       |
| 10. | 24 stycznia | 1981 | La Bresse     | 5 km                     | ?          | –       | 1       | –                       |
| 11. | 21 lutego   | 1981 | Kawgołowo     | 20 km                    | ?          | –       | 1       | –                       |
| 12. | 7 marca     | 1981 | Falun         | 20 km                    | ?          | –       | 1       | –                       |
| 13. | 26 lutego   | 1982 | Oslo          | 20 km stylem klasycznym  | 1:06:16,9  | –       | 1       | –                       |
| 14. | 5 marca     | 1983 | Lahti         | 5 km stylem klasycznym   | ?          | ?       | 2       | Marja-Liisa Hämäläinen  |
| 15. | 9 lutego    | 1984 | Sarajewo      | 10 km stylem klasycznym  | 31:44,2    | +18,7   | 2       | Marja-Liisa Hämäläinen  |
| 16. | 18 lutego   | 1983 | Sarajewo      | 20 km stylem klasycznym  | 1:01:45,0  | +41,7   | 2       | Marja-Liisa Hämäläinen  |
| 17. | 25 lutego   | 1984 | Falun         | 10 km stylem klasycznym  | –          | –       | 1       | –                       |
| 18. | 3 marca     | 1984 | Lahti         | 5 km stylem klasycznym   | ?          | ?       | 2       | Berit Aunli             |
| 19. | 8 marca     | 1984 | Oslo          | 20 km stylem klasycznym  | ?          | ?       | 3       | Anette Bøe              |
| 20. | 24 marca    | 1984 | Murmańsk      | 10 km stylem klasycznym  | ?          | ?       | 2       | Inger Helene Nybråten   |
| 21. | 23 lutego   | 1985 | Syktywkar     | 20 km stylem klasycznym  | –          | –       | 1       | –                       |
| 22. | 15 lutego   | 1986 | Oberstdorf    | 20 km stylem klasycznym  | ?          | ?       | 3       | Marianne Dahlmo         |
| 23. | 22 lutego   | 1986 | Kawgołowo     | 10 km stylem klasycznym  | ?          | ?       | 3       | Anne Jahren             |
| 24. | 21 marca    | 1987 | Oslo          | 20 km stylem klasycznym  | ?          | ?       | 2       | Britt Pettersen         |
| 25. | 19 grudnia  | 1987 | Reit im Winkl | 5 km stylem dowolnym     | ?          | ?       | 2       | Marja-Liisa Kirvesniemi |
| 26. | 14 lutego   | 1988 | Calgary       | 10 km stylem klasycznym  | 30:08,3    | +8,7    | 2       | Vida Vencienė           |
| 27. | 25 lutego   | 1988 | Calgary       | 20 km stylem dowolnym    | 55:33,6    | +1:28,5 | 3       | Tamara Tichonowa        |
| 28. | 14 stycznia | 1990 | Moskwa        | 7,5 km stylem klasycznym | ?          | ?       | 2       | Trude Dybendahl         |